# Basilica di San Marino
(Basilica di San Marino, scritta sulla facciata.)
La basilica di San Marino  è il principale luogo di culto cattolico della Città di San Marino, appartenente alla diocesi di San Marino-Montefeltro; è dedicata al patrono della città e dello Stato. Sorge in piazzale Domus Plebis.
La basilica di San Marino è raffigurata sulle monete euro sammarinesi da dieci centesimi della prima serie.
Sul retro della basilica si trovano gli Orti dell'Arciprete, luogo usato per concerti e altri eventi.

## Storia

### L'antica pieve
Nel luogo dove oggi sorge la basilica già nel IV secolo sorgeva una pieve dedicata a san Marino diacono. Il primo documento che attesta l'esistenza della pieve è del 530, La Vita di San Severino ad opera del monaco Eugippio e l'altro documento è il Placito Feretrano dell'885. Il primo documento che riguarda direttamente la pieve di San Marino è del 31 luglio 1113.

### La nuova basilica
A inizio Ottocento la Pieve era in condizioni di grave degrado, così nel 1807 venne abbattuta e il progetto per la costruzione della nuova chiesa venne affidato all'architetto bolognese Antonio Serra. Il 24 luglio 1825 il Consiglio Grande e Generale decise di costruire una nuova chiesa nel luogo dove c'era l'antica pieve. Il 28 luglio 1826 cominciò la costruzione che sarebbe terminata nel 1838. Il 5 febbraio 1838 venne solennemente inaugurata alla presenza del vescovo del Montefeltro Crispino Agostinucci e dei Capitani Reggenti. Il 21 luglio 1926 fu elevata al rango di basilica minore da papa Pio XI. La costruzione costò 40.150 scudi e 76 baiocchi. Inoltre vi si tenne l'Arengo del 1906.
Il 29 agosto 1982 la basilica fu visitata da Giovanni Paolo II e il 19 giugno 2011 da Benedetto XVI, che omaggiarono le reliquie del Santo.

## Descrizione

### Esterno
L’intera basilica ha un pronao formato da 8 colonne corinzie, con capitelli decorati con foglie d’acanto. Sul frontone della facciata è apposta la scritta "Divo Marino Patrono et Libertatis Auctori sen. p.q.". Sulla porta principale è applicato uno stemma della Repubblica. 
Sulla destra della chiesa, arretrato, sorge il campanile, in stile romanico e rimaneggiato nel '500, con le sue sette campane, fuse dalla ditta Francesco de Poli di Vittorio Veneto nel 1961. In ognuna della campane è fusa la scritta che ricorda il suo uso passato, funerali, festività, ecc.
Sullo stesso lato, ad angolo retto con la facciata sorge l'oratorio di San Pietro, edificato nel XVI secolo, rimaneggiato intorno al 1826 e soprattutto nel 1940. Secondo la tradizione l'oratorio sorge nel luogo dove san Marino e san Leo si insediarono originariamente. La parte absidale della chiesa è scavato nella roccia calcareo e in esso si trovano due nicchie che vengono popolarmente indicate come letti dei due santi. Sull'altare vi è la statua di San Marino che scolpisce la pietra, in ricordo del lavoro che svolgeva il santo. A fianco un orso che secondo la leggenda fu addomesticato dal santo. Nella chiesa vi è una statua di san Pietro, dello scultore Enrico Saroldi.

### Interno

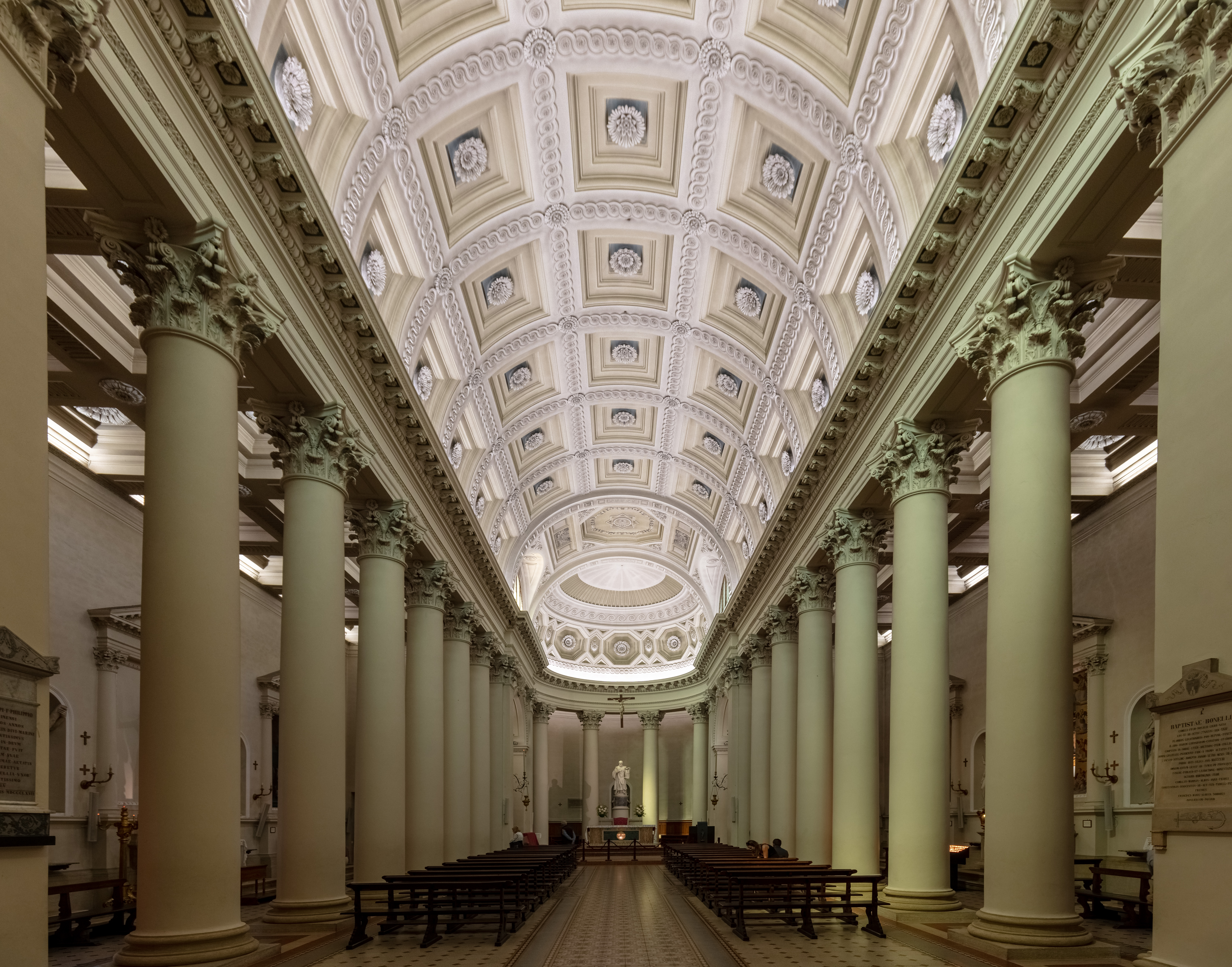
Interno

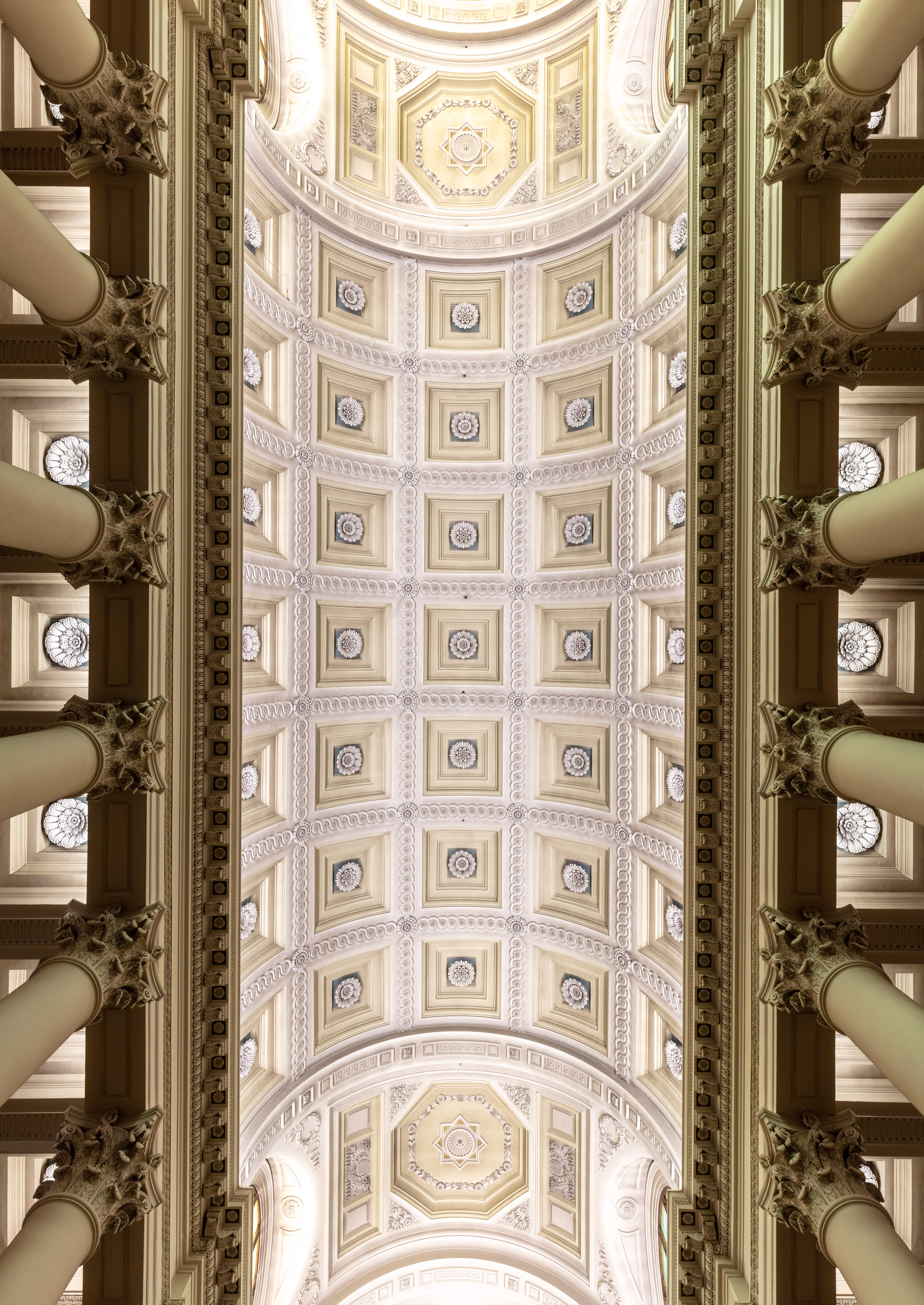
Soffitto della chiesa

L'interno è costituito da tre navate, composte da sedici colonne corinzie che formano un grande ambulacro semicircolare intorno all'abside. Il soffitto della navata centrale è a forma di volta cilindrica mentre nelle navate vi sono sei altari, tre per parte.
L'altare maggiore è ornato dalla statua di San Marino diacono opera del Tadolini, allievo del Canova. Il santo tiene in mano una pergamena con la scritta "Libertas". Sotto l'altare sono conservate parte delle reliquie del santo che vennero ritrovate il 3 marzo 1586, mentre alcune reliquie il 28 gennaio 1595 sono state donate all'isola di Arbe (attualmente in Croazia), luogo natale del santo. Il cranio del Santo è conservato nella Sacra Teca, un busto reliquiario in argento e oro dal 2 settembre 1602, posto a destra dell'altare.
A sinistra dell'altare c'è il Trono della Reggenza del '600. 
Nella navata destra c'è un piccolo altare dedicato alla Madonna della Misericordia, copia di Sebastiano Conca e una tela di Elisabetta Sirani (Noli me tangere). Nella navata sinistra un quadro della Madonna di Loreto attribuito a Bartolomeo Gennari, collaboratore del Guercino.
Nella basilica si conserva un organo a canne di Giacomo Bazzani (1835) a tastiera unica e pedaliera a leggio.
All’interno della chiesa tra gli altri, vi è sepolto Gian Battista Bonelli, segretario generale della Repubblica, ucciso il 14 luglio 1853.